# Aristides Junqueira
Aristides Junqueira Alvarenga (São João del-Rei, 2 de março de 1942) é um jurista brasileiro. Foi procurador-geral da República do Brasil de 1989 a 1995.

## Biografia
Formou-se em direito pela Universidade Federal de Minas Gerais (UFMG). Após aprovado em concurso público, exerceu o cargo de promotor de justiça nas Comarcas de Santa Cruz de Goiás, Porangatu, Palmeiras de Goiás e Goianésia, todas no estado de Goiás, até 7 de novembro de 1973, quando tomou posse no cargo de procurador da República, aprovado que fora no concurso público especifico; lecionou em Goiás, de 1971 a 1972; no curso de estágio da Faculdade de Direito das Faculdades Metropolitanas Unidas em São Paulo (1974), na Academia Nacional de Polícia em Brasília (1982) e no Centro de Ensino Unificado de Brasília-CEUB (1982-1985); vem participando de vários conselhos, grupos de trabalho e comissões examinadoras de concursos públicos e profere inúmeras palestras e conferências.
Nos anos 90 o Prourador-Geral da Republica teve um papel importante na promoção dos direitos da infância e adolescência. Ele liderou os trabalhos do Pacto pela Infância junto com Dom Luciano Mendes de Almeida, e Gilberto Dimenstein.
Indicado para exercer o cargo de procurador-geral da República, em 20 de junho de 1989, teve seu nome aprovado pelo Senado Federal, tomando posse em 28 de junho de 1989, para exercer um mandato de dois anos. Foi reconduzido ao cargo para mais um mandato de dois anos (28 de junho de 1991 a 30 de junho de 1993) e novamente para outro biênio (30 de junho de 1993 a 28 de junho de 1995).